# Mathias Weissenbacher
Mathias Weissenbacher (* 3. Februar 1992 in Salzburg) ist ein ehemaliger österreichischer Snowboarder. Er war in den Freestyledisziplinen aktiv.

## Werdegang
Weissenbacher, der für den SC Obertauern startete, nahm im März 2007 in Leysin erstmals am Europacup teil, wo er den 39. Platz im Slopestyle belegte. Zu Beginn der Saison 2010/11 startete er in London erstmals im Snowboard-Weltcup und errang dabei den 42. Platz im Big Air. Im weiteren Saisonverlauf siegte er im Slopestyle beim Engadinsnow in St. Moritz und bei den Shred Down Austrian Masters in Westendorf. Bei den Snowboard-Weltmeisterschaften 2012 in Oslo errang er den 37. Platz im Slopestyle und bei den Snowboard-Weltmeisterschaften 2013 in Stoneham den 71. Platz im Slopestyle sowie den 11. Platz im Big Air. Bei seiner ersten Olympiateilnahme im Februar 2014 in Sotschi belegte er den 26. Platz im Slopestyle. In der Saison 2014/15 erreichte er in Stoneham mit dem siebten Platz in Big Air seine beste Platzierung im Weltcup und mit dem 25. Platz im Freestyle-Weltcup sein bestes Gesamtergebnis. Bei den Snowboard-Weltmeisterschaften 2015 am Kreischberg kam er auf den 45. Platz im Big Air und auf den 38. Rang im Slopestyle. Seinen letzten internationalen Wettbewerb absolvierte er bei den Snowboard-Weltmeisterschaften 2017, wobei er den 59. Platz im Big Air belegte. Seit der Saison 2020/21 ist er beim österreichischen Skiverband als Trainer für den Snowboard-Freestyle-Nachwuchs tätig.

## Teilnahmen an Weltmeisterschaften und Olympischen Winterspielen

### Olympische Winterspiele
- 2014 Sotschi: 26. Platz Slopestyle

### Snowboard-Weltmeisterschaften
- 2012 Oslo: 37. Platz Slopestyle
- 2013 Stoneham: 11. Platz Big Air, 71. Platz Slopestyle
- 2015 Kreischberg: 38. Platz Slopestyle, 45. Platz Big Air
- 2017 Sierra Nevada: 59. Platz Big Air

## Weltcup-Gesamtplatzierungen
| Saison  | Freestyle | Freestyle | Slopestyle | Slopestyle | Big Air | Big Air |
| Saison  | Punkte    | Platz     | Punkte     | Platz      | Punkte  | Platz   |
| ------- | --------- | --------- | ---------- | ---------- | ------- | ------- |
| 2010/11 | 33        | 146.      | -          | -          | 33      | 99.     |
| 2011/12 | 100       | 103.      | -          | -          | 100     | 46      |
| 2012/13 | 470       | 50.       | 470        | 17.        | -       | -       |
| 2013/14 | 140       | 102.      | 140        | 43.        | -       | -       |
| 2014/15 | 686       | 25.       | 196        | 36.        | 490     | 12.     |